# Vi calent

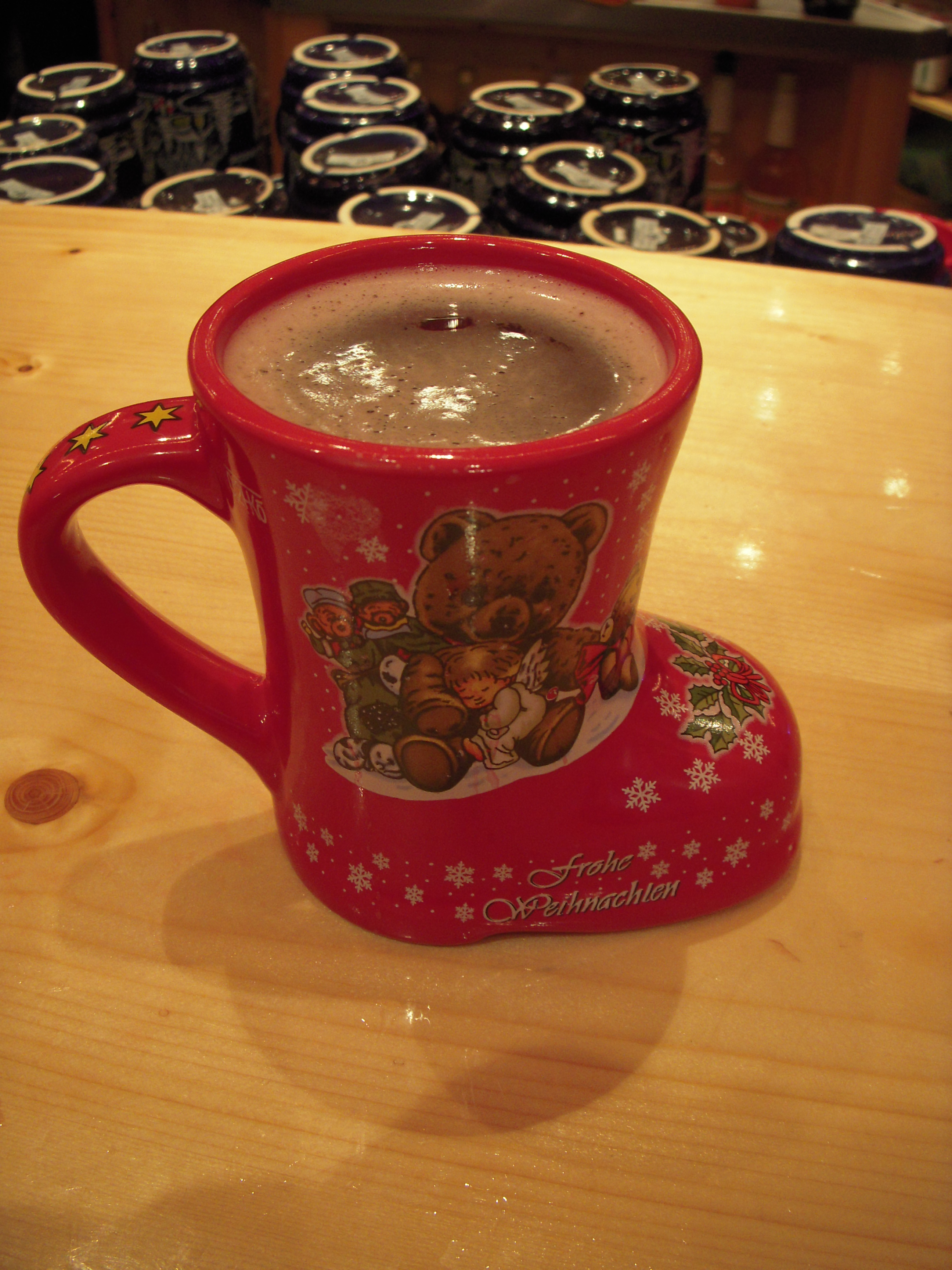
Vi calent servit en un mercat de Nadal de Berlín

El vi calent és una preparació de vi, habitualment negre, amb diferents espècies, com ara canyella, clau, nou moscada o sucre. També se li pot afegir un licor, com ara rom o amaretto. És una beguda habitual a Europa, normalment durant els períodes freds. A Vall d'Aran es coneix com a vin cau. A Benasc, la vall del costat i ja en l'Aragó, és conegut com a “vin cao” o “vino cao”, en altres zones d'Aragó es coneix com a poncho o ponche.